# أليكساندرو بانته
أليكساندرو بانته (بالرومانية: Alexandru Pantea)‏ هو لاعب كرة قدم روماني في مركز الدفاع، ولد في 11 سبتمبر 2003 في بوخارست في رومانيا. شارك مع منتخب رومانيا تحت 17 سنة لكرة القدم ومنتخب رومانيا تحت 19 سنة لكرة القدم. أما مع النوادي، فقد لعب مع ستيوا بوخارست.

## وصلات خارجية
- أليكساندرو بانته على موقع قاعدة بيانات كرة القدم.إي يو (الإنجليزية)
- أليكساندرو بانته على موقع ناشيونال فوتبول تيمز (الإنجليزية)
- أليكساندرو بانته على موقع Soccerway.com (الإنجليزية)